# Roy Brooks
Roy Brooks (9 de marzo de 1938 - 15 de noviembre de 2005) fue un baterista de jazz estadounidense.

## Biografía

### Primeros años de vida
Nació en Detroit y tocó la batería desde pequeño; sus primeras experiencias musicales le llegaron a través de su madre, que cantaba en la iglesia.  Fue un destacado jugador de baloncesto universitario cuando era adolescente y le ofrecieron una beca para el Instituto de Tecnología de Detroit; Asistió a la escuela durante tres semestres y luego la abandonó para realizar una gira con Yusef Lateef. 

### Carrera
Después de un tiempo con Lateef y Barry Harris, tocó con Beans Bowles y con los Four Tops en Las Vegas.  Tocó con Horace Silver de 1959 a 1964, incluso en el álbum Song for My Father; en 1963 lanzó su primer disco como líder. Después de esto, trabajó por cuenta propia en la ciudad de Nueva York durante la década de 1960 y principios de la de 1970, tocando nuevamente con Lateef (1967-1970), Sonny Stitt, Lee Morgan, Dexter Gordon, Chet Baker, Junior Cook, Blue Mitchell, Charles McPherson, Pharoah Sanders (1970), Wes Montgomery, Dollar Brand, Jackie McLean, James Moody (1970–72), Charles Mingus (1972–73) y Milt Jackson. Se casó con Hermine Brooks en 1967.  Su álbum de 1970 The Free Slave contó con Cecil McBee y Woody Shaw. Posteriormente, en 1970, se unió al conjunto M'Boom de Max Roach, y en 1972 formó el conjunto The Artistic Truth.
Las actuaciones de Brooks a menudo incluían instrumentos inusuales como la sierra musical y tambores con tubos de vacío configurados para regular el tono.  Comenzó a adquirir reputación por su comportamiento extraño dentro y fuera del escenario y, ocasionalmente, buscó tratamiento para trastornos mentales.   En 1975 abandonó Nueva York y regresó a Detroit, donde empezó a utilizar litio para regular su comportamiento.  En la década de 1980 regresó a The Artistic Truth y actuó regularmente en Detroit con Kenny Cox, Harold McKinney y Wendell Harrison. Con esos tres cofundó MUSIC (Músicos Unidos para Salvar la Cultura Indígena), y más tarde también fundó el Coro de Percusión Aborigen, un conjunto dedicado al uso de instrumentos de percusión no occidentales.  Usó su sótano como espacio de práctica y aprendizaje, trabajando tanto con niños como con músicos consumados. 
En la década de 1990, la escena del jazz de Detroit decayó y Brooks dejó de tomar medicamentos; Nuevamente comenzó a desmoronarse en los conciertos y en 1994 fue internado durante tres semanas.  En 1997, amenazó a su vecino con una escopeta durante una disputa por la pérdida de un juego de llaves de la casa.  Fue acusado de agresión, pero declarado mentalmente incapaz de ser juzgado y condenado a tratamiento mental; sin embargo, faltó a muchas de sus citas y en 1999 amenazó a otro vecino con un látigo y un machete por los derechos de propiedad de un terreno baldío adyacente.  Condenado a recibir tratamiento psiquiátrico adicional, volvió a desaparecer y, cuando los agentes de libertad condicional lo encontraron, fue encarcelado a finales de 2000.  Cumplió condena en la prisión de Marquette hasta 2004, cuando fue internado en un asilo de ancianos  donde murió a finales de 2005.

### Álbumes póstumos
En junio de 2011, Sagittarius A-Star Records de Italia lanzó un LP de vinilo titulado Roy Brooks & the Improvisational Sphere, grabado por Charles Jazzrenegade Wood el 3 de septiembre de 1999 en vivo en Lelli's, un conocido restaurante italiano en Detroit. Esta es la única grabación disponible de este innovador grupo selecto reunido por Roy Brooks como la Esfera de Improvisación para la presentación de tres días en Lelli's. Personal: Roy Brooks: Batería, Marimba, Steel Drum, Teclado; Amina Claudine Myers: Órgano y voz Hammond B-3; Ray Mantilla: Congas, Campanas, Percusión; Jerry LeDuff: Tabla, Cuica, Shekere, Berimbau, Percusión; Rodney Rich: Guitarra. Esta grabación fue publicada con el agradecimiento y la aprobación de Hermine Brooks y Raheem Brooks.
En 2021, el sello Reel To Real lanzó Understanding, una grabación en vivo de dos CD de 1970 con Brooks con el saxofonista Carlos Garnett, el trompetista Woody Shaw, el pianista Harold Mabern y el bajista Cecil McBee. 

## Discografía

### Como líder
- Beat (Workshop Jazz, 1963)
- The Free Slave (Muse, 1970)
- Understanding (Reel To Real, 1970 [2021])- con Carlos Garnett, Woody Shaw, Harold Mabern, and Cecil McBee
- Ethnic Expressions (Im-Hotep, 1973)
- Black Survival: The Sahel Concert at Town Hall (1974)
- The Smart Set (Baystate, 1979)
- Duet in Detroit (Enja, 1993) - con Woody Shaw, Don Pullen, Geri Allen and Randy Weston
- Roy Brooks & the Improvisational Sphere (Sagittarius A-Star, 2011) - con Amina Claudine Myers, Ray Mantilla, Jerry LeDuff and Rodney Rich

### Como acompañante
Con Chet Baker
- Smokin' con the Chet Baker Quintet (Prestige, 1965)
- Groovin' con the Chet Baker Quintet (Prestige, 1965)
- Comin' On con the Chet Baker Quintet (Prestige, 1965)
- Cool Burnin' con the Chet Baker Quintet (Prestige, 1965)
- Boppin' con the Chet Baker Quintet (Prestige, 1965)

Con Junior Cook
- Junior's Cookin' (Jazzland, 1961)

Con Red Garland
- Auf Wiedersehen (MPS, 1971 [1975])

Con Dexter Gordon
- The Jumpin' Blues (Prestige, 1970)

Con Abdullah Ibrahim
- Banyana - Children of Africa (1976)
- The Children of Africa (Enja, 1976)
- Buddy Tate Meets Dollar Brand (Chiaroscuro Records, 1977) con Buddy Tate
- The Journey (Chiaroscuro Records, 1977)

Con Yusef Lateef
- A Flat, G Flat and C (1966, Impulse!)
- The Golden Flute (Impulse!, 1966)
- The Complete Yusef Lateef (Atlantic, 1967)
- The Blue Yusef Lateef (Atlantic, 1968)
- Yusef Lateef's Detroit (Atlantic, 1969)
- The Diverse Yusef Lateef (1970)

Con M'Boom & Max Roach
- Re: Percussion (Strata-East, 1973)
- M'Boom (Columbia, 1979)
- Collage (Soul Note, 1984)
- To the Max! (Enja, 1990–91)

Con Charles McPherson
- McPherson's Mood (Prestige, 1969)

Con Blue Mitchell
- Blue's Moods (Riverside, 1960)
- The Cup Bearers (Riverside, 1962)
- Step Lightly (Blue Note, 1963)

Con David Newman
- Newmanism (Atlantic, 1974)

Con Sonny Red
- Out of the Blue (Blue Note, 1960)

Con Red Rodney
- Bird Lives! (Muse, 1973)
- Bluebird (Camden, 1973–81)

Con Hilton Ruíz
- Excition (SteepleChase, 1977)
- Steppin' Into Beauty (SteepleChase, 1977 [1982])

Con Shirley Scott
- Happy Talk (Prestige, 1962)
- Drag 'em Out (Prestige, 1963)

Con Woody Shaw
- Bemsha Swing (Blue Note, 1986 [1997])

Con Horacio Silver
- Horace-Scope (1960)
- Doin' the Thing (1961)
- Silver's Serenade (1963)
- Song for My Father (1963)

Con Sonny Stitt
- Pow! (Prestige, 1965 [1967])
- Constellation (Cobblestone, 1972)
- Keeper of the Flame (Camden, 1971–73)
- The Champ (1973)

Con Buddy Tate
- Groovin' con Buddy Tate (Swingville, 1961)
- Buddy Tate Meets Dollar Brand (Chiaroscuro, 1977) con Dollar Brand
- Lem's Beat (New Jazz, 1960)

Con John Wright
- Makin' Out (Prestige, 1961)